# Восстание Разина
Восстание Степана Ра́зина, Крестьянская война 1667—1671 годов, Разинщина — война в России между царскими войсками и вооружёнными крестьянами, казаками под предводи́тельством Степана Разина. Восстание окончилось поражением восставших.

## Причины
В русской историографии причинами восстания указываются установление бессрочного сыска беглых крестьян и чрезмерный феодальный гнёт. Другими причинами были усиление централизованной власти, принятие соборного уложения 1649 года. Вполне возможно, что непосредственной причиной войны стало общее ослабление экономики страны в результате затяжной русско-польской войны.
Увеличивался государственный налог. Более того, началась эпидемия моровой язвы, отголосок прошедшей ранее эпидемии чумы и массовый голод. Многие крепостные крестьяне бежали на Дон, где властвовал принцип «С Дону выдачи нет»: крестьяне становились там казаками. Они, в отличие от оседлых «домовитых» казаков, не имели на новом месте никакого имущества и представляли собой беднейшую прослойку на Дону. Такие казаки назывались «голутвенными (голытьбой)»; в их кругу всегда находился горячий отклик на призывы к «воровским» походам.
Таким образом, главными причинами восстания являлись:
1. закрепощение крестьянства;
2. рост налогов и повинностей социальных низов;
3. стремление власти ограничить казачью вольницу;
4. скопление бедного «голутвенного» казачества и беглого крестьянства на Дону.

## Состав войска
В восстании, которое переросло в антиправительственное движение 1670—1671 годов, приняли участие казаки, мелкие служилые люди, бурлаки, крестьяне, посадский люд, а также многие представители народов Поволжья: чуваши, марийцы, мордва, татары, башкиры.

## Цели повстанцев
О целях и тем более о политической программе Степана Разина говорить сложно. Учитывая слабую дисциплину войска, восставшие не имели чёткого плана. Среди различных участников восстания распространялись «прелестные письма», в которых призывалось «бить» бояр, дворян, приказных людей.
Сам Разин весной 1670 года говорил, что идёт воевать не против царя Алексея Михайловича, а «бить» бояр-изменников, которые отрицательно влияли на государя. Ещё до восстания, которое приняло форму антиправительственного движения, ходили слухи о боярском заговоре против царя. Так, к 1670 году умерла первая жена Алексея Михайловича — Мария Милославская. Вместе с ней умерли два её сына — 16-летний царевич Алексей и 4-летний царевич Симеон. В народе пошли слухи, что их отравили изменники бояре, пытавшиеся захватить власть в свои руки, а также то, что наследник престола Алексей Алексеевич чудесно спасся, бежав на Волгу.
Таким образом, на казачьем кругу Степан Разин объявил себя мстителем за цесаревича и защитником царя Алексея Михайловича против «лихих бояр, дурно влияющих на батюшку государя». Кроме того, предводитель восстания обещал дать «чёрным людям» свободу от засилья бояр или дворян.

## Предыстория
К восстанию Степана Разина часто относят так называемый «Поход за зипунами» (1667—1669) — поход повстанцев «за добычей». Отряд Разина перекрыл Волгу — важнейшую хозяйственную артерию России. В этот период войска Разина захватывали русские и персидские купеческие корабли. Получив добычу и захватив Яицкий казачий городок, а заодно и опустошив персидское побережье Каспийского моря, Степан Разин летом 1669 года двинулся к Кагальницкому городку, где стал собирать свои войска. Когда собралось достаточно людей, Разин заявил о походе на Москву.

## Подготовка
Возвращаясь из «похода за зипунами», Разин посещал со своим войском Астрахань и Царицын, где снискал симпатии горожан. После похода к нему стала толпами идти беднота и он собрал немалое войско. Он также писал письма разным казацким атаманам с призывами к восстанию, но к нему с отрядом пришёл только Василий Ус.

## Военные действия

Восстание Степана Разина в 1667—1671 годах. Карта походов восставших под предводительством Степана Разина, Василия Уса, Шелудяка, Константинова

Весной 1670 года начался второй период восстания, то есть, собственно, война. С этого времени, а не от 1667 года, обычно отсчитывают начало восстания. Разинцы захватили Царицын и подошли к Астрахани, которую им без боя сдали горожане. Там они казнили воеводу и дворян и организовали собственное правительство во главе с Василием Усом.

### Битва за Царицын
Собрав войска, Степан Разин пошёл на Царицын (ныне — город Волгоград) и окружил его. Оставив командовать войском Василия Уса, Разин с маленьким отрядом отправился к татарским поселениям. Там ему добровольно отдали скот, который был нужен Разину для того, чтобы кормить войско.
В Царицыне тем временем жители испытывали нехватку воды, скот царицынцев оказался отрезанным от травы и вскоре мог начаться падёж, однако царицынский воевода Тимофей Тургенев не собирался сдавать город повстанцам, надеясь на городские стены и тысячу стрельцов во главе с Иваном Лопатиным, которые шли на помощь осаждённым. Зная об этом, лидеры мятежников послали своих людей к стенам и сказали стрельцам, что они перехватили гонца, который вёз письмо от Ивана Лопатина к царицынскому воеводе, в котором якобы говорится, что лопатинцы идут к Царицыну, чтобы перебить горожан и царицынских стрельцов, а после уйти с воеводой царицынским Тимофеем Тургеневым под Саратов. Стрельцы поверили и разнесли эту весть по городу в тайне от воеводы.
Вскоре воевода Тимофей Тургенев послал несколько горожан на переговоры с разинцами, надеясь, что повстанцы разрешат ходить к Волге и брать оттуда воду, но пришедшие на переговоры сообщили разинским атаманам, что они подготовили бунт и договорились с ними о времени его начала.
В условленный час в городе вспыхнул бунт. Бунтующие кинулись к воротам и сбили замки; стрельцы стреляли в них со стен, но когда бунтующие открыли ворота и в город ворвались разинцы, они сдались и город был захвачен. Тимофей Тургенев с племянником и преданными стрельцами заперся в башне. Затем со скотом вернулся Разин и под его руководством башня была взята. Воевода грубо повёл себя с Разиным, за что был утоплен в Волге вместе с племянником, стрельцами и дворянами.

### Сражение со стрельцами Ивана Лопатина
Иван Лопатин вёл тысячу стрельцов к Царицыну. Его последним привалом стал Денежный остров, который находился на Волге, севернее Царицына. Лопатин был уверен, что Разин не знает его местоположения, а потому не ставил часовых. В самом разгаре привала на него напали разинцы. Они подошли с обоих берегов реки и стали стрелять по лопатинцам. Те в беспорядке сели на лодки и стали грести к Царицыну. На протяжении всего пути их обстреливали засадные отряды Разина. Понеся большие потери, они приплыли к стенам города, с которых по ним стреляли, опять-таки, разинцы. Стрельцы сдались. Большую часть командиров Разин утопил, а пощажённых и рядовых стрельцов сделал гребцами-пленниками.

### Бой за Камышин
Несколько десятков разинских казаков переоделись в купцов и вошли в Камышин. В условленный час разинцы подошли к городу. «Купцы» убили охрану городских ворот, открыли их, и основные силы ворвались в город и взяли его. Стрельцов, дворян, воеводу казнили, а жителям велели собрать всё самое необходимое и уходить из города. Когда город опустел, разинцы разграбили его, а затем сожгли.

### Поход на Астрахань
В Царицыне состоялся военный совет, на котором решили идти на Астрахань. Оборонявшие Астрахань стрельцы были настроены положительно по отношению к Разину; эти настроения подпитывались недовольством начальства, которое платило им жалование с опозданием. Весть о том, что Разин идёт на город, испугала власти. Против повстанцев был выслан Астраханский флот, однако при встрече с повстанцами стрельцы повязали начальников флота и перешли на сторону Разина. Казаки решали судьбу начальства. Князь Семён Львович был помилован, а остальных утопили. Ночью разинцы напали на город, где одновременно вспыхнуло восстание стрельцов и бедноты, и город пал. Мятежники провели свои казни, ввели в городе казачий режим и пошли на Среднее Поволжье, намереваясь дойти до Москвы.
В апреле 1671 года, на Страстной неделе, у митрополита Иосифа произошло столкновение с бунтовщиками на базаре. На увещевания Иосифа покориться приближающейся царской армии восставшие ответили матерной бранью. На следующий день, в Великую субботу, на двор к митрополиту несколько раз приезжали казацкие есаулы, требуя выдачи царских грамот; в ответ Иосиф хотел читать эти грамоты в соборной церкви, и «воры тех государевых грамот не слушали и пошли из церкви в свой круг». Митрополит последовал за казаками в сопровождении духовенства и велел прочесть на кругу две царские грамоты, одну — «к ворам», другую — «к нему, святителю». Собрание ответило криком и угрозами в адрес митрополита; в ответ он призвал горожан схватить казаков, хозяйничавших в городе под командованием Василия Уса, и посадить их в тюрьму. Казаки забрали у митрополита одну грамоту, но ту, которая была адресована лично ему, он отказался отдавать, вернулся в собор и спрятал грамоту там.
Через неделю после Пасхи бунтовщики схватили и пытали митрополичьего ключаря и других приближённых, желая выведать, где спрятаны грамоты и их списки. В итоге ключарь был убит, но грамот не выдал. Вслед за тем от митрополита потребовали, чтобы он подписал бумагу о верности Разину, на что тот ответил отказом.
11 мая казаки прервали богослужение, которое вёл митрополит, и потребовали, чтобы он пришёл к ним в круг. Митрополит надел полное облачение, взял крест и явился в круг. На вопрос мятежников, правда ли, что он в сношениях с воеводами, он отвечал упрёками, что они бунтуют против царя. Казаки хотели немедленно убить святителя; один из них, Мирон, стал удерживать своих товарищей от такого преступления, но был сам тут же убит. Затем казаки приказали сопровождавшим митрополита священникам разоблачить его; те повиновались; святитель сохранял полное спокойствие духа. Когда священные одежды с митрополита были сняты и он остался в одной простой «ряске», казаки подвергли его пытке, растянув над огнём. Спрашивали о сношениях с царскими воеводами; стремились также выпытать, где письма и сокровища. Митрополит твёрдо перенёс мучения и ничего не сказал. После пытки мятежники сбросили митрополита «с раската» и он разбился насмерть. Сочувствующие очевидцы отмечают, что когда тело святителя упало, «в то время велик стук и страх был» и «даже воры в кругу вси устрашилися и замолчали, и с треть часа стояли, повеся головы».

### Поход на Москву
После взятия Астрахани на сторону Разина добровольно перешло население Среднего Поволжья (Саратов, Самара), а также чуваши, марийцы, татары, мордва. Такому успеху способствовало то, что Разин объявлял каждого перешедшего на его сторону «свободным человеком». Под Самарой Разин объявил, что с ним идут патриарх Никон и царевич Алексей Алексеевич. Самозванец, выдававший себя за царевича, появился примерно в августе 1670 года, что ещё больше увеличило приток бедняков в его ряды. Степан Разин обещал самозванцу защиту и покровительство, призывая на свою сторону всех, кто хочет бить бояр «за их беззаконие» и «восстановить в правах истинного наследника престола». В повстанческом лагере также появился боевой клич «Нечай», по-видимому означавший, что лже-Алексей появился в окружении разинцев «нежданно-негаданно». На протяжении всей дороги повстанцы слали письма в различные регионы Руси с призывами к восстанию. Такие письма они называли «прелестными».
Поход Разина на Волгу сопровождался массовыми восстаниями крепостных крестьян в недавно закрепощённых областях Поволжья. Здесь предводителями выступали, разумеется, не сам Разин и его казаки, а местные казачьи предводители, из которых наиболее известна беглая монахиня Алёна Арзамасская. Отложились от царя и начали восстание также большие группы поволжских народов: марийцев, чувашей, татар, мордвы.
Летом 1670 года новоизбранный калмыцкий тайши Аюка с 20-тысячным войском по государеву указу двинулись против повстанцев Разина. Калмыцкая конница действовала в районе города Царицын. На стороне повстанцев выступили оппозиционные Аюке донские калмыки тайшей Дугара и Бока.
В сентябре 1670 года разинцы взяли часть Симбирска и осадили Симбирский кремль. Осаждённый гарнизон, под командованием князя Ивана Милославского при поддержке присланного из Москвы воеводы Юрия Барятинского, отразил четыре попытки взятия города. Чтобы помешать правительственным войскам прийти на выручку симбирскому гарнизону, Разин отправил небольшие отряды к городам правобережной Волги с целью поднять на борьбу крестьян и посадских людей. Отряды Разина при поддержке примкнувшего местного населения осадили 9 (19) сентября Цивильск, захватили 16 (26) сентября Алатырь и 19 (29) сентября Саранск, без боя овладели 25 сентября (5 октября) Пензой и в начале октября — Козьмодемьянском; дважды осаждали (в конце октября — начале ноября и с 11 (21) ноября по 3(13) декабря) и несколько раз штурмовали Тамбовский кремль. Осенью 1670 года повстанческие отряды спровоцировали волнения в Галичском, Ефремовском, Новосильском, Тульском и других уездах; кроме того, под влиянием слухов о успехах восстания, крестьянские волнения вспыхнули в ряде уездов, куда разинские эмиссары не добрались — в Боровском, Каширском, Коломенском, Юрьев-Польском, Ярославском.

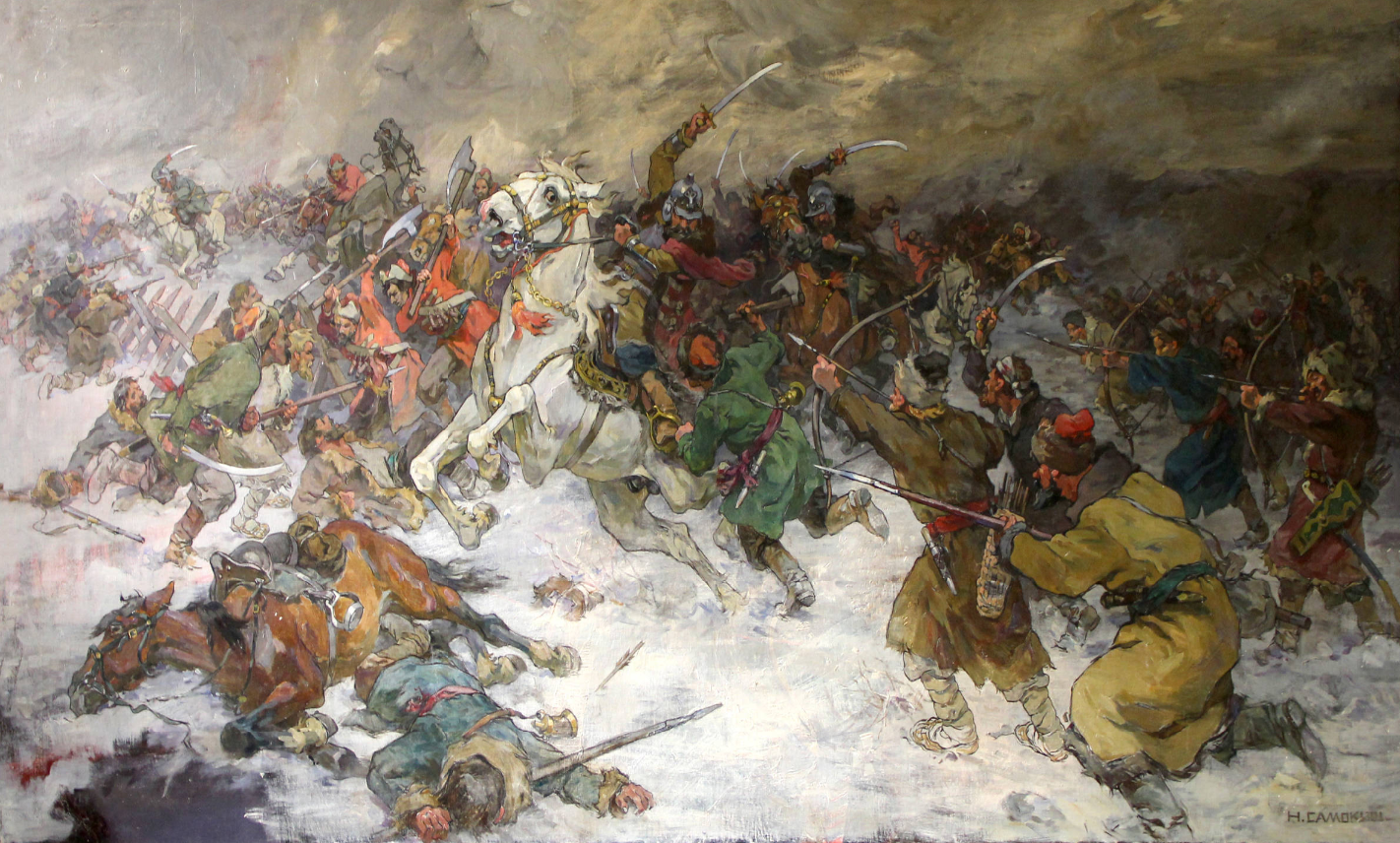
Бой разинцев с правительственными войсками на реке Алатырь. Картина Николая Самокиша (1936)

Для подавления восстания правительством были отправлены значительные силы: 21 сентября (1 октября) из Мурома выдвинулось войско во главе с князем Ю. А. Долгоруковым, а из Казани выступило войском под командованием князя Д. А. Барятинского. Войско Долгорукова 22 октября (1 ноября) разбило отряды Разина около села Мурашкино к северу от Арзамаса (ныне — посёлок Большое Мурашкино), 16 (26) декабря освободило Саранск, а 20 (30) декабря взяло Пензу. Барятинский, с боями дошедший до осаждённого Симбирска, 1 (11) октября нанёс поражение Разину в окрестностях города; через три дня, после очередного неудачного штурма разинцами кремля, осада была снята. Затем, 23 октября (2 ноября) Барятинский разблокировал Цивильск и 3 (13) ноября освободил Козьмодемьянск. Развивая свой успех, войско Барятинского 13 (23) ноября разгромило разинцев в битве на реке Кандарать (Урень), а 23 ноября (3 декабря) занял Алатырь.

### Пленение и казнь Разина. Разгром восстания
В битве под Симбирском 1 (11) октября 1670 года Степан Разин был тяжело ранен и через три дня, после очередного неудачного штурма Симбирского кремля, вместе с группой верных ему казаков вернулся на Дон. Оправившись от ранения, Разин начал собирать войско для нового похода, однако верхушка донского казачества и домовитые (зажиточные) казаки, опасавшиеся с одной стороны возросшего влияния Разина, а с другой — последствий для донского казачества вследствие разгрома восстания, собрав отряд во главе с атаманом Донского войска Корнилом Яковлевым, 14 (24) апреля 1671 года напали на ставку Разина в Кагальницком городке. Поселение было уничтожено, а Степан Разин вместе с братом Фролом был пленён и передан царским властям. 2 (12) июня того же года Степан и Фрол Разины были доставлены в Москву. После четырёх дней допроса, в ходе которого были применены пытки, 6 (16) июня Степан Разин был четвертован на Болотной площади; вслед за ним был казнён и Лже-Алексей.
Кроме того, были казнены или убиты и другие руководители и знаковые фигуры восстания Разина. Раненый Акай Боляев был захвачен в плен и четвертован Долгоруковым в декабре 1670 года в Красной слободе (Мордовия). Ещё одна участница повстанческого движения Алёна-старица была заживо сожжена 5 декабря 1670 года в Темникове (Мордовия). 12 декабря 1670 года в Тотьме был повешен атаман Илья Пономарёв. В декабре 1670 года, в результате противостояния с казацкими старшинами, погибли атаманы Леско Черкашенин и Яков Гаврилов.
Несмотря на разгром основных сил восставших, пленение и казнь лидеров, суровые репрессии против бунтовщиков, волнения продолжались и в 1671 году. В конце весны — начале лета отряд Ф. Шелудяка при поддержке И. Константинова предпринял поход из Царицына на Симбирск, осадил его, но три попытки штурма оказались неудачными и осада была снята. До августа 1671 года казачий отряд М. Осипова действовал на Среднем Поволжье. Последним оплотом восставших была Астрахань, сдавшаяся 27 ноября (7 декабря) 1671 года.

## Итоги
Казни восставших были массовыми и поражали воображение современников. Так, анонимный английский моряк с корабля «Царица Эсфирь», наблюдавший расправу князя Юрия Долгорукова над повстанцами на Волге, в своей брошюре, опубликованной в Париже в 1671 году, сообщил:
Место сие являло зрелище ужасное и напоминало собой преддверие ада. Вокруг были возведены виселицы, и на каждой висело человек 40, а то и 50. В другом месте валялись в крови обезглавленные тела. Тут и там торчали колы с посаженными на них мятежниками, из которых немалое число было живо и на третий день, и еще слышны были их стоны
Своих целей — уничтожения дворянства и крепостного права — разинцы в итоге так и не добились. Не удалось и массово привлечь на свою сторону волновавшиеся народы Поволжья, раскольников, донское и запорожское казачество, но восстание Степана Разина показало, что русское общество было расколото, а страна остро нуждалась в преобразованиях.

## Отражение в искусстве

### Поэзия
- Александр Пушкин. «Песни о Стеньке Разине»
- Марина Цветаева. «Стенька Разин»
- Василий Каменский. «Степан Разин»

### Песни
• Народная песня на слова Дмитрия Садовникова «Из-за острова на стрежень».

### Музыка
- Дмитрий Шостакович. «Казнь Степана Разина».

### Художественная литература
- Алексей Чапыгин. «Разин Степан», 1927.
- Степан Злобин. «Степан Разин», 1951.
- Василий Шукшин. «Я пришёл дать вам волю», 1971.
- Святослав Логинов. «Колодезь», 1997.

### Кинофильмы
- «Стенька Разин» («Понизовая вольница»), 1908. Реж. — В. Ромашков.
- «Степан Разин», 1938. Реж. — И. Правов, О. Преображенская.
- «Гулящие люди», 1988. Реж. — И. Гурин.
- «Я пришёл дать вам волю», 1974 (не снят). Реж.—  Василий Шукшин.